# Pietro Masala
Pietro Masala (Sennori, 9 luglio 1944 – Heidelberg, 2 febbraio 1998) è stato un sollevatore italiano naturalizzato tedesco occidentale.

## Biografia
Nato a Sennori, in provincia di Sassari, nel 1944, è emigrato in seguito in Germania Ovest. Gareggiava nella classe di peso dei pesi leggeri (67.5 kg).
A 28 anni partecipò con la squadra tedesca occidentale ai Giochi olimpici di Monaco di Baviera 1972, nei pesi leggeri (67.5 kg), arrivando 22º, eliminato dopo la prima fase, la distensione lenta, nella quale non riuscì a realizzare nessuna alzata valida.
Nello stesso anno prese parte agli Europei di Costanza 1972.